# Expression ou néologisme politique
Comme dans la langue française en général, le vocabulaire politique évolue de façon constante et voit régulièrement apparaître des nouvelles expressions et des néologismes. 
Parfois créés sans but partisan, ces expressions nouvelles et néologismes politiques peuvent aussi être le fait d'une communication politique active, dans un but de publicité médiatique ou de propagande. Les idées politiques sont parfois diffusées grâce à ces expressions nouvelles et néologismes destinés à être diffusés par les médias. Cette diffusion permet une propagation de l'idéologie sous-tendue par la création du néologisme.
De fait, ces expressions nouvelles et ces néologismes sont généralement utilisés par un bord politique, et rejetés par les autres.
Certains s'appliquent directement à une personne, d'autres sont créés pour soutenir une idée.
Les expressions nouvelles et les néologismes traversent parfois les barrières des langues, et peuvent ainsi se répandre à une échelle transnationale.

## Néologisme en tant que moyen d'expression politique
Tous les mots de la langue ont d'abord été des néologismes. C'est ensuite la popularité de l'expression qui lui permet d'obtenir un statut « officiel », et entrer dans les dictionnaires et les encyclopédies.
Les néologismes sont parfois neutres (ouiste ou noniste), soit politiquement connotés et destinés à transmettre une idée.

### Expressions politiques
Pour diffuser plus facilement leurs idées, les hommes politiques et les groupes d'influences recourent parfois à des expressions. Ainsi les expressions War on Terror (guerre contre le terrorisme en français), islamophobie (pour créer un lien entre la critique de la religion et une pathologie mentale), ultralibéralisme (pour faire paraître extrémiste la défense du libéralisme), ou encore ratonnade antiblanc (qui est un détournement du sens originel de ratonnade, la contraction (mot-valise) de raton et bastonnade), qui désigne des violences racistes contre les personnes perçues comme nord-africaines et qui accolé à antiblanc désigne des violences racistes contre les personnes perçues comme blanches, sont des expressions connotées politiquement. Elles permettent, lorsqu’elles sont reprises par les médias, la diffusion d'une idéologie à travers la société, et permettent une certaine déformation du sens originel. 
Plusieurs personnalités politiques françaises inspirèrent des néologismes pour désigner leurs courants, le mot est formé du patronyme avec le suffixe « -isme ».
Parmi les expressions politiques, il y a aussi celle qui change le sens originel d'un mot. Ainsi, le terme islamiste n'est plus employé dans le sens qu'il avait du XVIIe siècle jusqu'au début XXe siècle, mais désigne aujourd'hui les militants, violents ou non, d'un islam politique.
Il en est de même du terme « citoyen » utilisé en tant qu'adjectif et qui renvoie souvent dans le discours public à une action civique, environnementale ou sociale censée être guidée par des motivations d'intérêt général. Cette expression, apparue dans les années 1990 en France, détourne le sens originel d'un mot dont l'usage a été particulièrement important et symbolique durant la Révolution française.
Ce terme traduisait à l'époque le passage de la situation de l'habitant du royaume de France devenu sujet politique et non plus seulement simple sujet du roi de France.
Dans une acception plus moderne, le terme « citoyen » renvoie plus simplement à la situation d'une personne titulaire d'une nationalité donnée (ex: citoyen français, belge, allemand).

### Néologismes technocratiques
Les néologismes sont parfois euphémisants. Ainsi l'expression SDF (pour qualifier les sans-logis, et les clochards), aujourd'hui courant en France, est une expression inventée par l'institution étatique ayant pour effet une catégorisation sociale dans laquelle n'apparaît pas la notion de pauvreté et de misère.
L'expression plan social est un autre terme inventé par l'institution, qui, par l'emploi de l'adjectif positif social, euphémise la notion des licenciements associés. Ce terme n'est désormais plus utilisé en droit du travail depuis la loi dite de modernisation sociale de janvier 2002, ce terme étant désormais remplacé par le « plan de sauvegarde de l'emploi ».

## Diffusion interlangues
Les expressions nouvelles ou les néologismes traversent parfois les frontières.
Il peut arriver que certains mots reviennent dans leur langue d'origine, après être passés dans d'autres langues. C'est le cas par exemple du terme gouvernance (d'origine grecque et latine), qui existait en ancien français. Ce terme est souvent employé depuis les années 1990 dans les milieux de l'ONU, de la Banque mondiale, du FMI, et des grandes entreprises multinationales. Ce terme est fréquemment employé dans le contexte de la mondialisation. En tant que terme hérité de l'ancien français, c'est une expression nouvelle plutôt qu'un néologisme à proprement parler.
L'expression War on Terror, inventée par George W. Bush après les attentats du 11 septembre 2001 de New York fut reprise sous le vocable Guerre contre le terrorisme en France. L'Axe du Mal (Axis of Evil) est aussi une célèbre expression. Elle permet de désigner quelques pays dans le monde, peu appréciés des États-Unis, comme inspirés par le diable ou le démon. La consonance religieuse de l'expression donne un jugement moral inspiré par Dieu contre les pays visés. 
À l'inverse, le gouvernement de l'Iran qualifie les États-Unis de Grand Satan, et Israël de Mère de Satan, afin de littéralement le diaboliser.
L'expression anglaise Flexicurity, à l'origine danoise, est arrivée en France pour devenir flexisécurité.

## Exemples

### Relatifs à une personne
- Raffarinade, terme forgé sur celui de « lapalissade » qualifiant, notamment dans la presse politique, certaines déclarations de Jean-Pierre Raffarin involontairement comiques pour être des lieux communs particulièrement plats, des maladresses verbales ou des tentatives ratées de mots immortels ; terme péjoratif cherchant à ridiculiser le discours de Jean-Pierre Raffarin, phonétiquement inspiré du terme Mazarinade, relatif à Mazarin.
- Macronade, désignant certaines déclarations-choc d'Emmanuel Macron.
- Macroner, désignant un style de politique d'Emmanuel Macron.
- Mitterrandien, chiraquien, sarkozyste, lepeniste, villepiniste désignent, de façon plus ou moins neutre selon le contexte, les partisans des personnes politiques
- Chiraquie, terme désignant de façon péjorative l'entourage de Jacques Chirac et par extension son mode de gouvernement. De façon analogue, on parle de Macronie pour Emmanuel Macron et, dans une moindre mesure, de Hollandie pour François Hollande.
- Bushisme désigne de façon moqueuse les erreurs de George W. Bush lors de ses interviews.
- Busherie, terme désignant de façon péjorative la politique de George W. Bush et la guerre en Irak (par la proximité phonétique avec le terme boucherie)
- Lepénisation des esprits, désignant l'acceptation progressive, réelle ou supposée, des thèses de Jean-Marie Le Pen par les Français.
- Omniprésident, contraction de « omniprésent » et « président », terme péjoratif employé par les adversaires politiques de Nicolas Sarkozy pour qualifier sa présidence et sa médiatisation qu'ils jugent excessive.
- Merkozy, surnom donné par la presse au duo formé par Angela Merkel et Nicolas Sarkozy[4] ; déjà repris dans Merkhollande, déjà cité par la presse de façon conditionnelle (y compris durant la campagne électorale), en remplaçant Sarkozy par son successeur François Hollande.

### Relatifs à un concept ou une idéologie
- Consom'acteurs, néologisme qui définit les citoyens qui utilisent leur pouvoir d’achat pour exercer un contre-pouvoir.
- Dégagisme, terme fondé sur le verbe « dégager », qui prône le renvoi, avec ou sans violence, d'un ou plusieurs personnages politiques jugés incompétents ou illégitimes, notamment par le biais du vote ou de la désobéissance civile.
- Démocrature, terme désignant une caricature de démocratie ou une démocratie proche d'une dictature (voir aussi présipauté).
- droit-de-l'hommiste, pour critiquer des organismes et mouvements invoquant les droits de l'homme mais qui agiraient aux services d'autres fins, comme SOS Racisme pour ses critiques.
- Flexisécurité, qui permet d'associer les notions d'emplois flexibles et de « sécurité des parcours professionnels ».
- Islamophobie, qui amalgame critique envers l'islam et pathologie mentale (phobie).
- Noniste et ouiste, qui furent appliqués aux adversaires et partisans du traité constitutionnel européen signé à Rome en octobre 2004.
- Ripoublique, terme inventé par Jean-Marie Le Pen pour qualifier selon lui la république des ripoux.
- Ultralibéralisme pour dénigrer les promoteurs du libéralisme, plus particulièrement du libéralisme économique.
- Vidéocratie : dans les sociétés contemporaines, la vidéocratie désigne un régime politique dominé par le « pouvoir de l'image ».
- Bankster: mot-valise rassemblant les mots banquier et gangster
- Françafrique : mot-valise qualifiant les relations officieuses (et souvent à la frontière de la légalité) entre la France et les régimes et dirigeants des pays issus des anciennes colonies françaises en Afrique et d’autres pays dans leurs aires d’influence politique ou économique sur le continent.

### Autre
- Abracadabrantesque, néologisme inventé par Arthur Rimbaud et remis au goût du jour par Jacques Chirac (conseillé par Dominique de Villepin) afin de  caractériser une idée sans fondement.
- Bravitude, barbarisme converti ensuite en néologisme employé par Ségolène Royal lors de la campagne présidentielle de 2007[5], signifie selon Jack Lang « plénitude d'un sentiment de bravoure »[6]. Le terme « bravitude » a ensuite été repris par le Comité d'Organisation (chinois) pour les Jeux de la XXIXe Olympiade de Pékin, qui souligna la « bravitude » de l'athlète chinoise Jin Jing[7]. Voir aussi la tristitude d’Oldelaf
- Pschitt, onomatopée utilisée par Jacques Chirac pour caractériser une argumentation qui s'effondre.
- Sidaïque et sidatorium, termes controversés inventés ou rendus publics par Jean-Marie Le Pen[8],[9] pour qualifier les malades du sida.
- La rilance de Christine Lagarde à propos de la politique économique de la France faite de relance et de rigueur budgétaire en 2010[10].
- Une martinade, du nom du chroniqueur québécois Richard Martineau, est « une pensée de très courte amplitude qui fait passer la boutade pour de l’esprit critique »[11]. Évoque le terme québécois tartinade (pâte à tartiner).

## Pour approfondir